# Marc et Paul Haeberlin
Pour les articles homonymes, voir Haeberlin.
|                            |  |                              |
| Paul Haeberlin (1923-2008) |  | Marc Haeberlin en avril 2013 |

Paul Haeberlin (1923-2008) et son fils et successeur Marc Haeberlin (né en 1954) sont des chefs cuisiniers français trois étoiles au guide Michelin (1967-2019) puis deux étoiles Michelin depuis janvier 2019, au restaurant gastronomique l'Auberge de l'Ill d'Illhaeusern en Alsace (à 15 km au nord de Colmar).
Avec Paul Bocuse, les Haeberlin détiennent les records d'ancienneté aux meilleures places dans les guides gastronomiques.

## Historique biographique de la saga familiale

### Frédéric et Frédérique Haeberlin

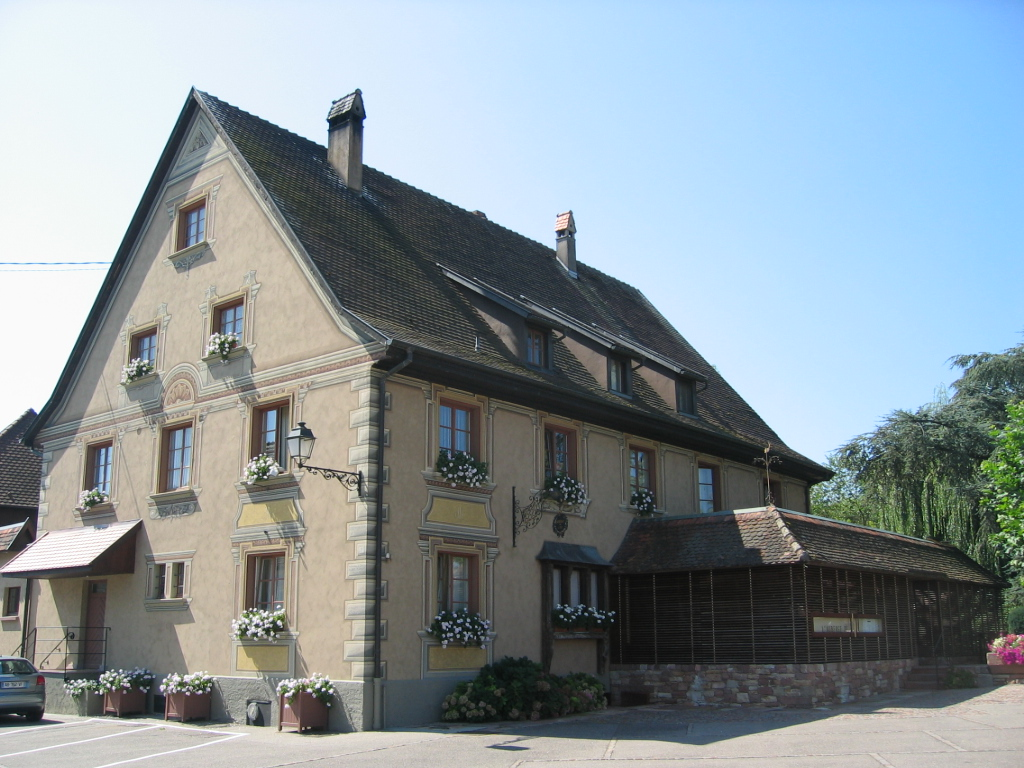
LAuberge de l'Ill de Marc et Paul Haeberlin, 2 rue de Collonges-au-Mont-d'Or (en hommage à Paul Bocuse) à Illhaeusern en Alsace.

En 1882, Frédéric Haeberlin, issu d'une famille de petits exploitants agricoles éleveurs, achète la modeste auberge de campagne  l'Arbre Vert  sur les rives de l'Ill à Illhaeusern, à proximité du vignoble et à vingt kilomètres au nord-est de Riquewihr (bien plus tard, la route des vins d'Alsace a désigné une route passant à proximité de l'auberge).
Il épouse Frédérique Reist dont il a deux enfants, Frédéric (dit Fritz) en 1888 et Henriette. Frédérique, aux fourneaux, prépare une cuisine familiale traditionnelle, « du terroir », simple et goûteuse. L'Auberge est fournie en poissons par les pêcheurs locaux, qui amarrent leurs barques plates à deux pas des cuisines (la matelote au riesling et les fritures sont restées célèbres) ; on y travaille le gibier en période de chasse. Selon la tradition alsacienne, Frédérique décline les tartes aux fruits selon l'époque.
Une clientèle de notables, dont la famille Peugeot et le célèbre dessinateur colmarien Hansi, devient familière des lieux.

### Henriette et Marthe Haeberlin
Frédérique Haeberlin est bientôt rejoint aux fourneaux par sa fille Henriette Haeberlin et par Marthe Haeberlin (l'épouse de son fils Fritz) spécialiste des desserts et des pâtisseries. L'auberge gagne en renommée. Pendant que les femmes sont aux fourneaux, Frédéric et son fils Fritz s'occupent de la ferme et du bétail. Paul et Jean-Pierre, les deux fils de Fritz et Marthe Haeberlin, grandissent dans cette ambiance familiale culinaire traditionnelle et chaleureuse.

### Paul et Jean-Pierre Haeberlin
Âgé de 14 ans, Paul Haeberlin qui a passé son enfance en cuisine entre en apprentissage à l'hôtel de la Pépinière à Ribeauvillé chez le grand chef cuisinier Édouard Weber (ancien cuisinier à la cour des tsars de Saint-Pétersbourg, chez le roi de Grèce et dans de grandes maisons dont celle des Rothschild). 

Auberge de l'Ill
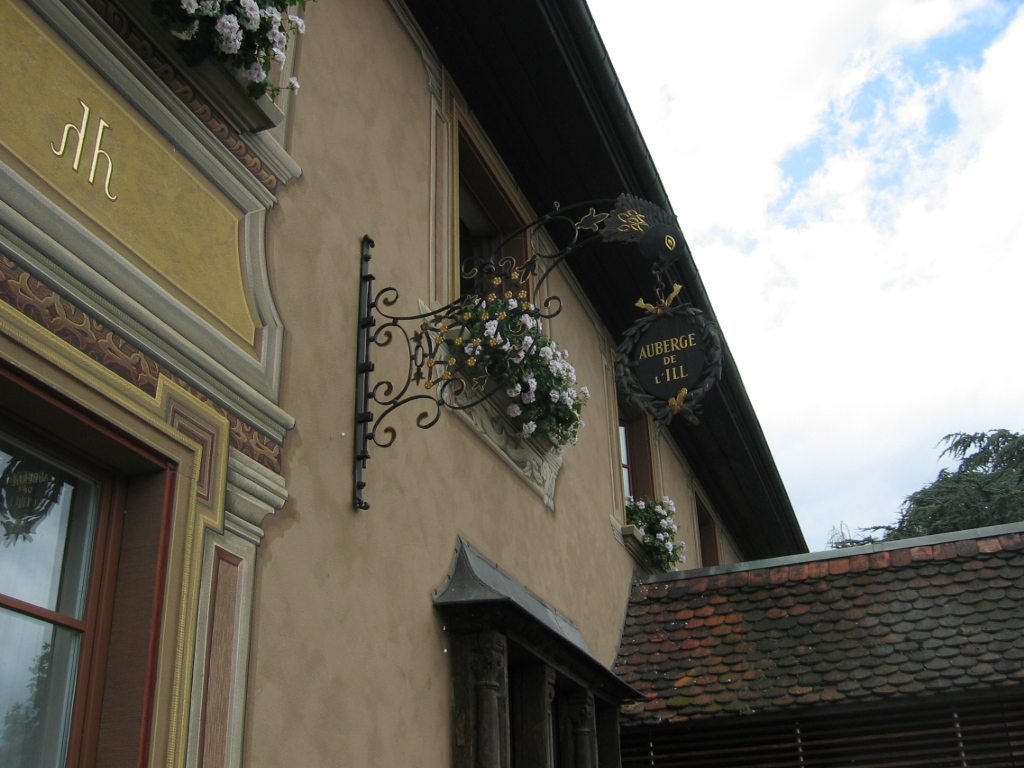
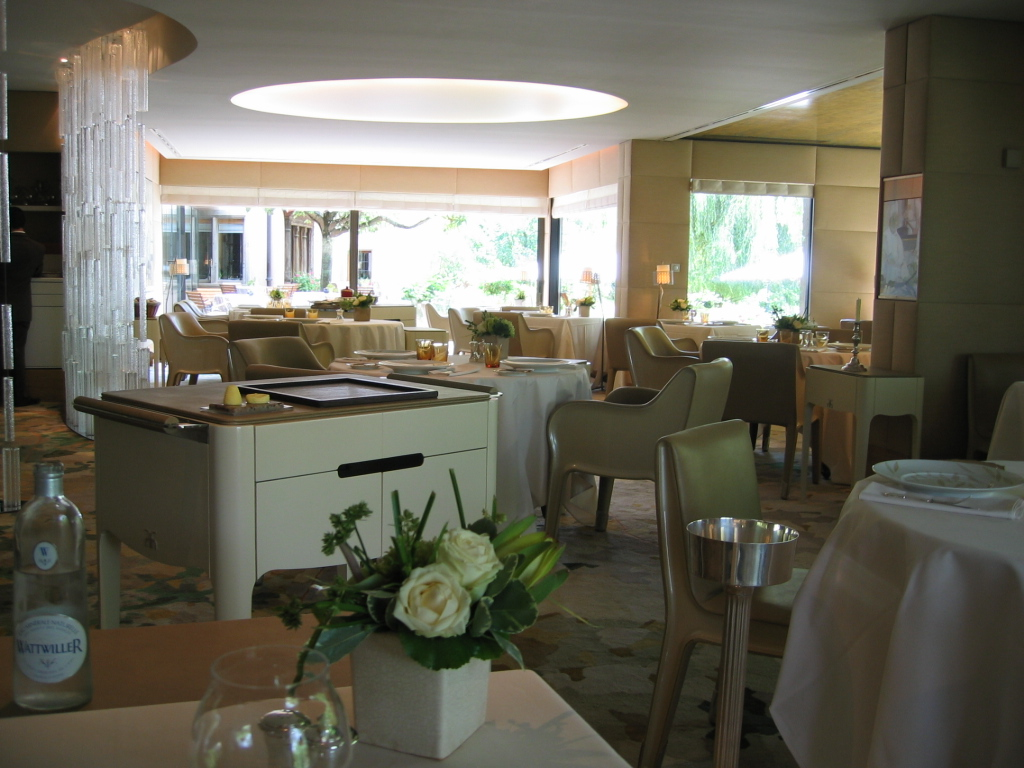
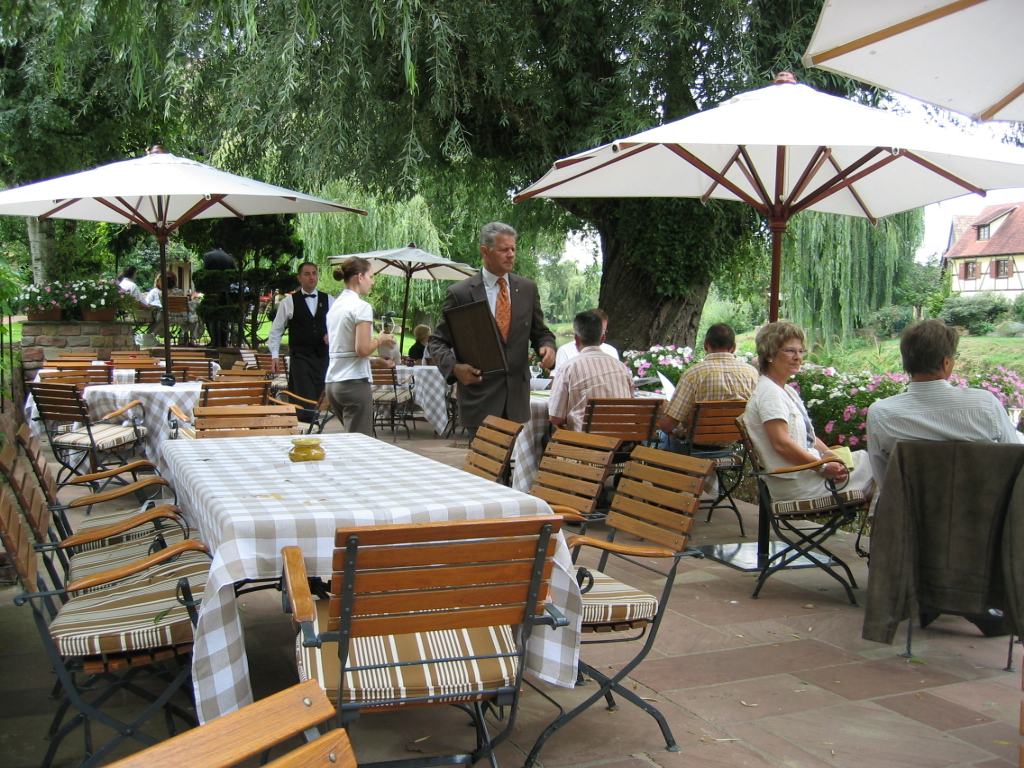
Pascal Léonetti et Serge Dubs
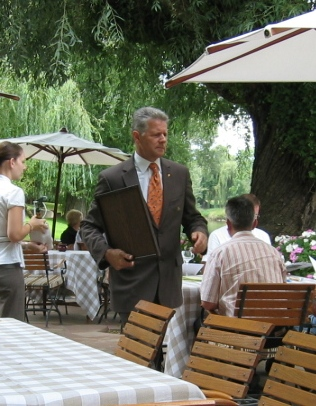
Serge Dubs, meilleur sommelier du monde 1989
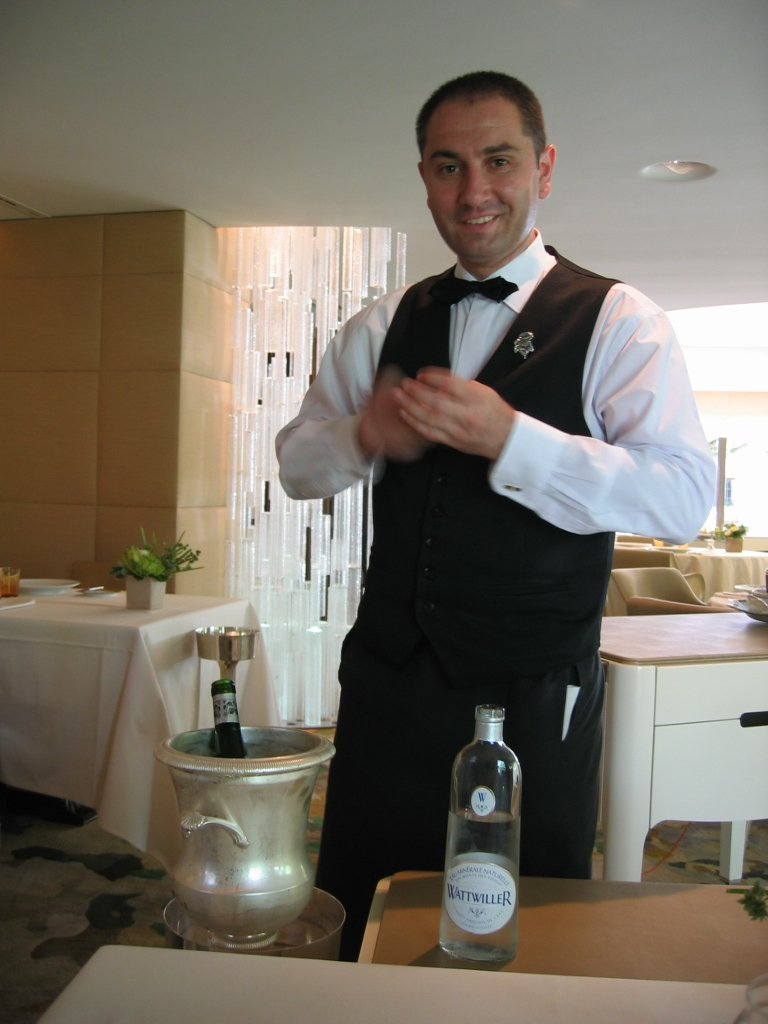
Pascal Léonetti, meilleur sommelier de France 2006

Il parfait son apprentissage à Paris chez les grands chefs cuisiniers de la Rôtisserie Périgourdine des frères Rouzier et chez Pocardi. 
Durant la seconde Guerre mondiale, Paul est mobilisé et parvient à se faire réformer pour rejoindre les Forces françaises libres (FFL) du général de Gaulle. Son frère Jean-Pierre, plus jeune (né le 14 mai 1925), est engagé contre son gré dans la Wehrmacht et est fait prisonnier par les Américains sur le front danois.  
En 1945, le restaurant reprend ses activités dans une cabane en bois, l'auberge ayant été totalement détruite en 1940. En 1950 Paul et Jean-Pierre construisent l'Auberge de l’Ill sur l'emplacement du bâtiment détruit. Jean-Pierre, qui a étudié le paysagisme et la peinture à l'École supérieure des arts décoratifs de Strasbourg avec le peintre Roger Mühl, réalise le cadre de verdure dans lequel se situe le nouveau bâtiment. Dans cette nouvelle auberge, Jean-Pierre joue le rôle de directeur de salle, alors que son frère Paul reste aux fourneaux et se montre peu.  

Jardins paysagés au bord de l'Ill
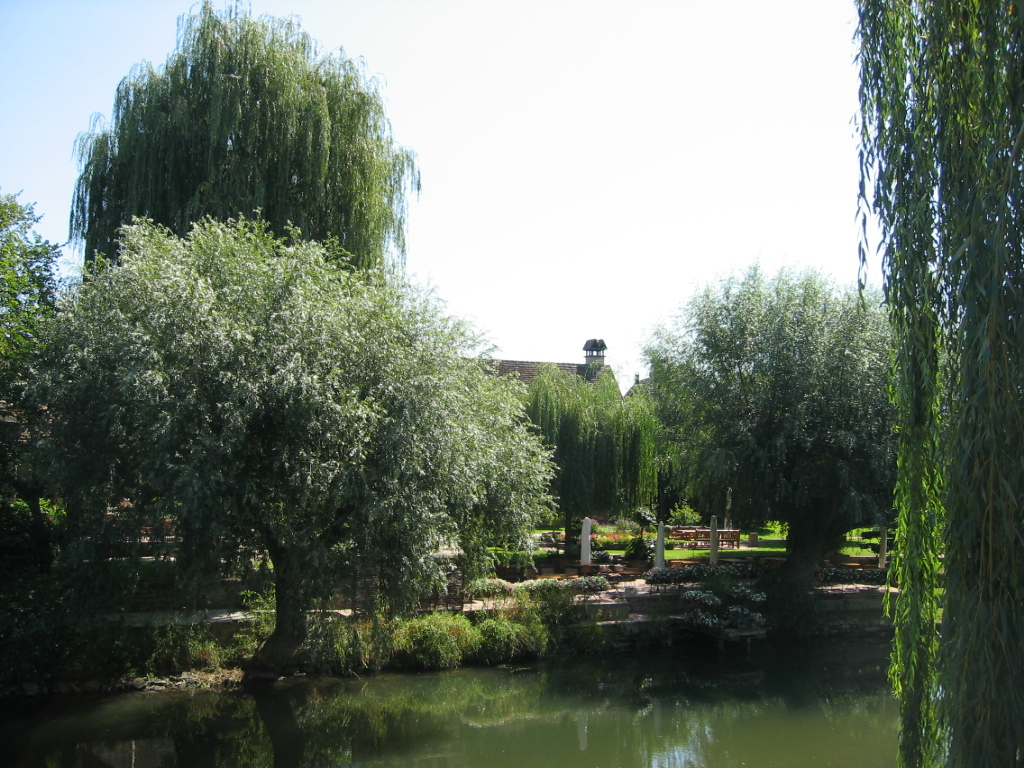
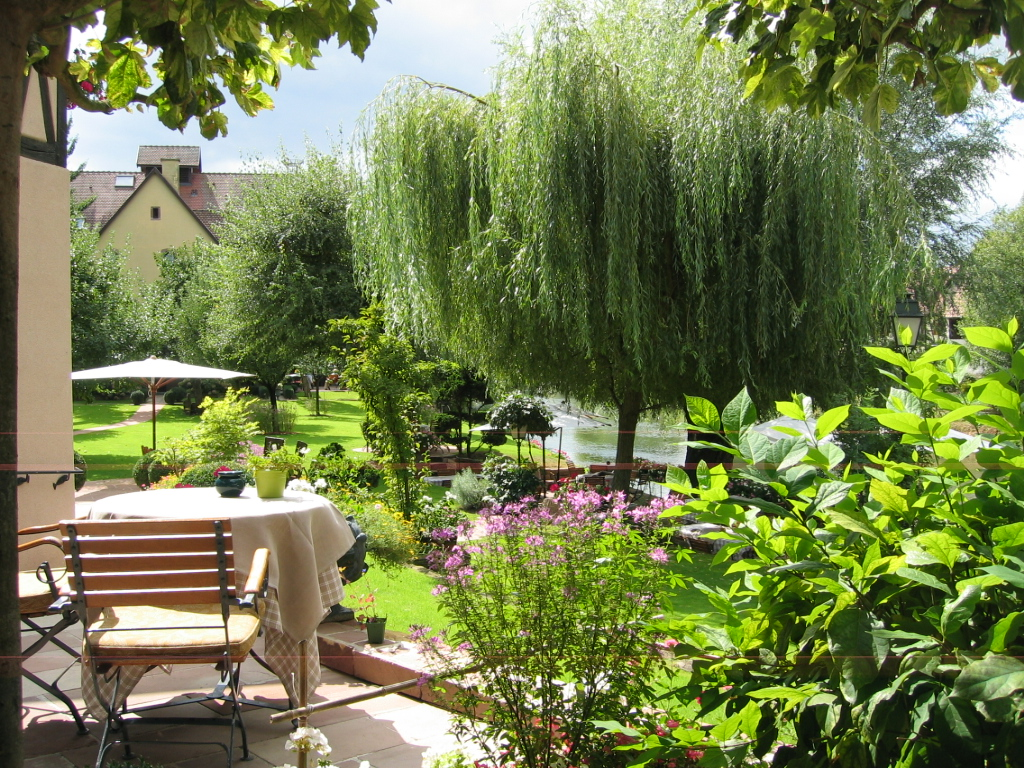
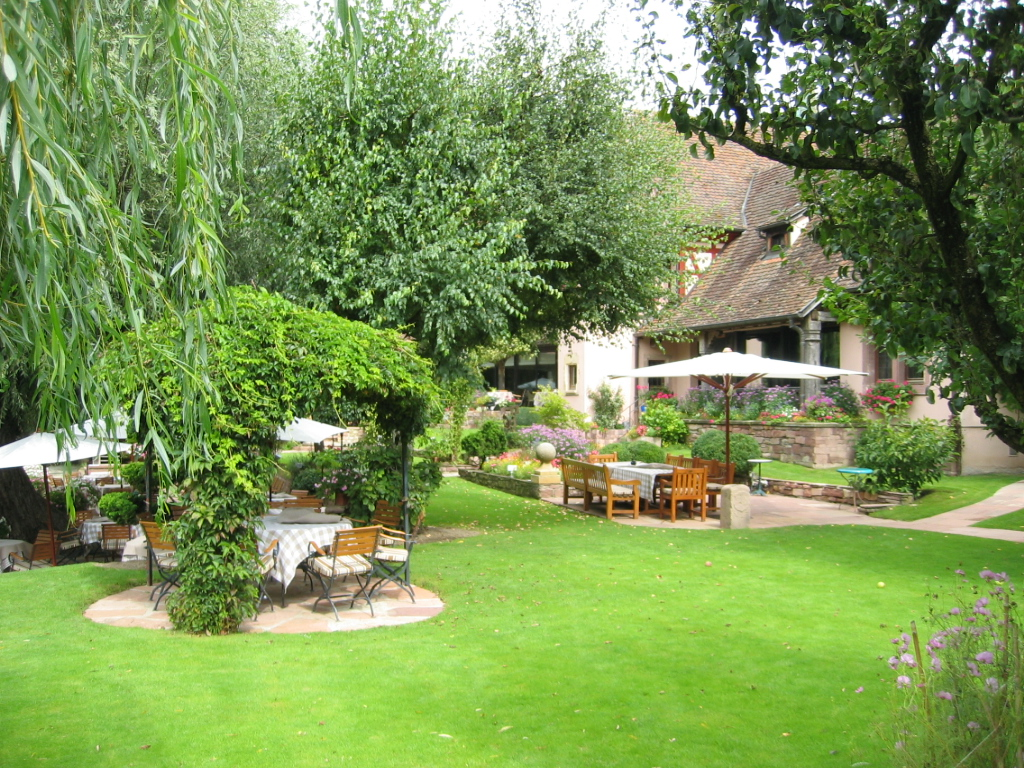

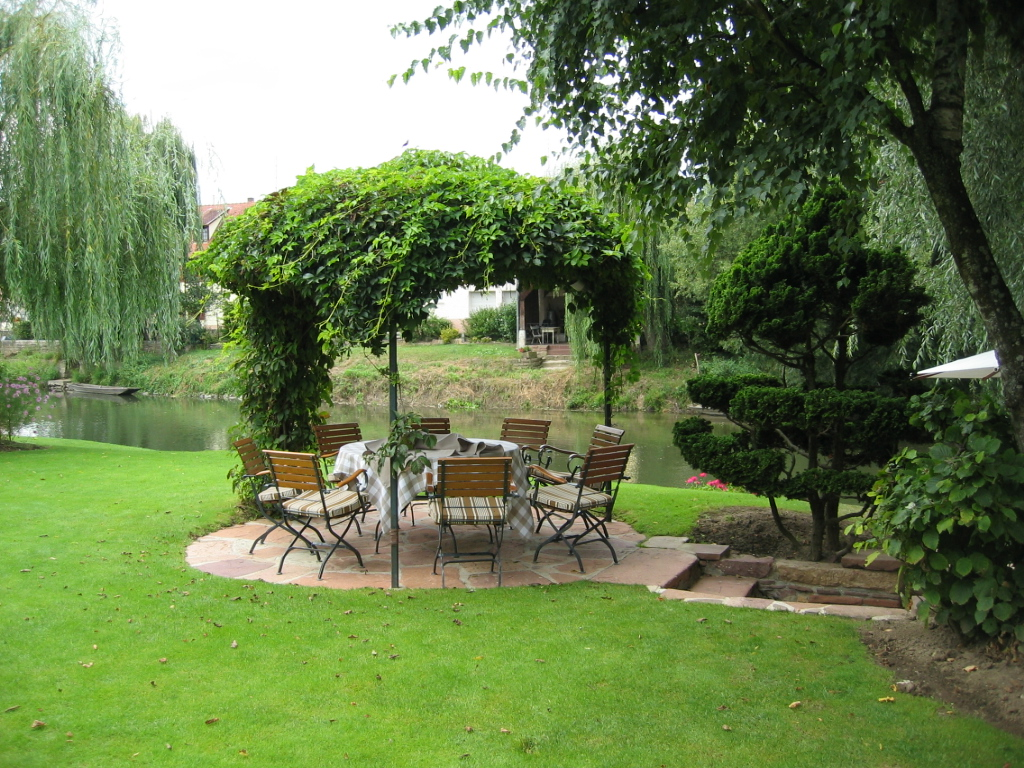
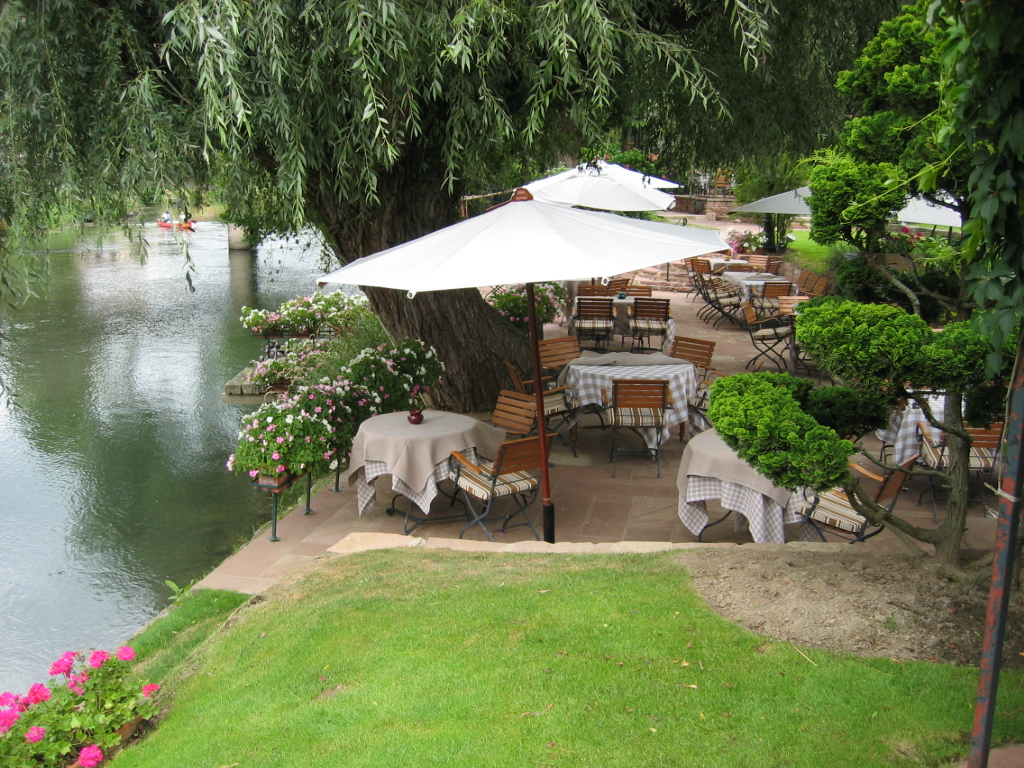
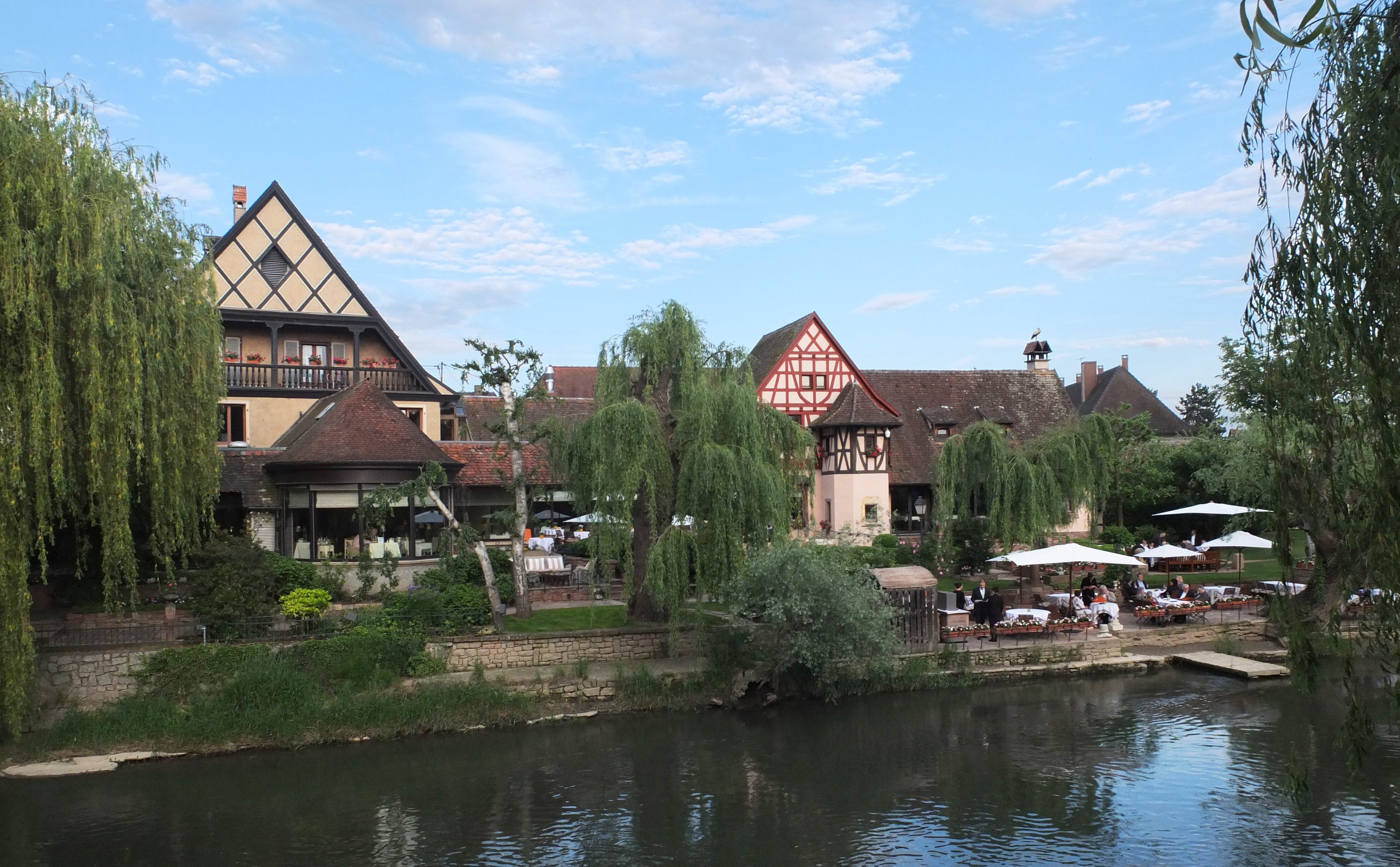

Jean-Pierre Haeberlin, encore très  présent en salle, consacre beaucoup de temps à l'aquarelle. Ses dernières œuvres, vues des affluents de l'Ill, doivent être reproduites dans un ouvrage  publié en 2011. Il meurt le 5 juin 2014 à l’âge de 89 ans.
En 1953 Paul Haeberlin épouse Marie Ittel, originaire du village voisin de Wihr-en-Plaine. Il en aura deux enfants, Marc et Danièle. Marie Haeberlin est toujours la maîtresse de maison, au côté de Jean-Pierre, alors que Danièle reçoit habituellement. 
L'Auberge obtient sa première étoile du guide Michelin en 1952, la seconde en 1957 et enfin la très prestigieuse troisième étoile du guide Michelin en 1967.

### Marc et Paul Haeberlin
Marc (né en 1954), est en cuisine comme son père, depuis son enfance. Il suit les cours du lycée hôtelier de Strasbourg, puis travaille avec les chefs parmi les plus prestigieux de France : Jean et Pierre Troisgros, René Lasserre, Paul Bocuse, Helmut Gietz et Gaston Lenôtre. 

Repas gastronomique par Marc Haeberlin
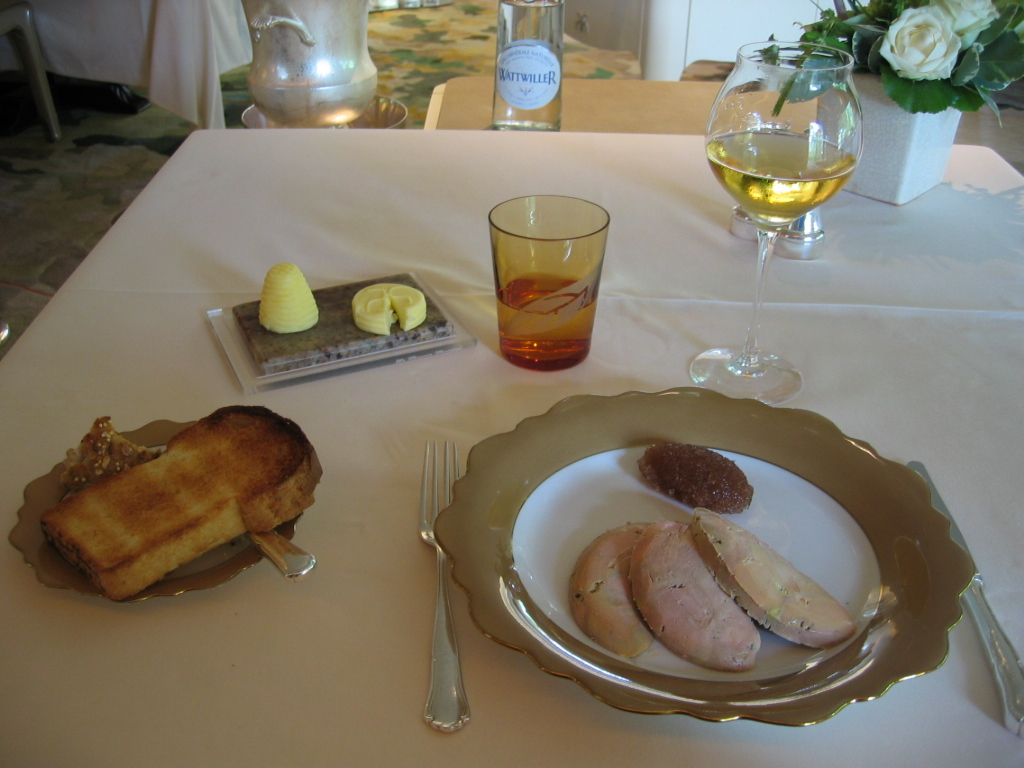
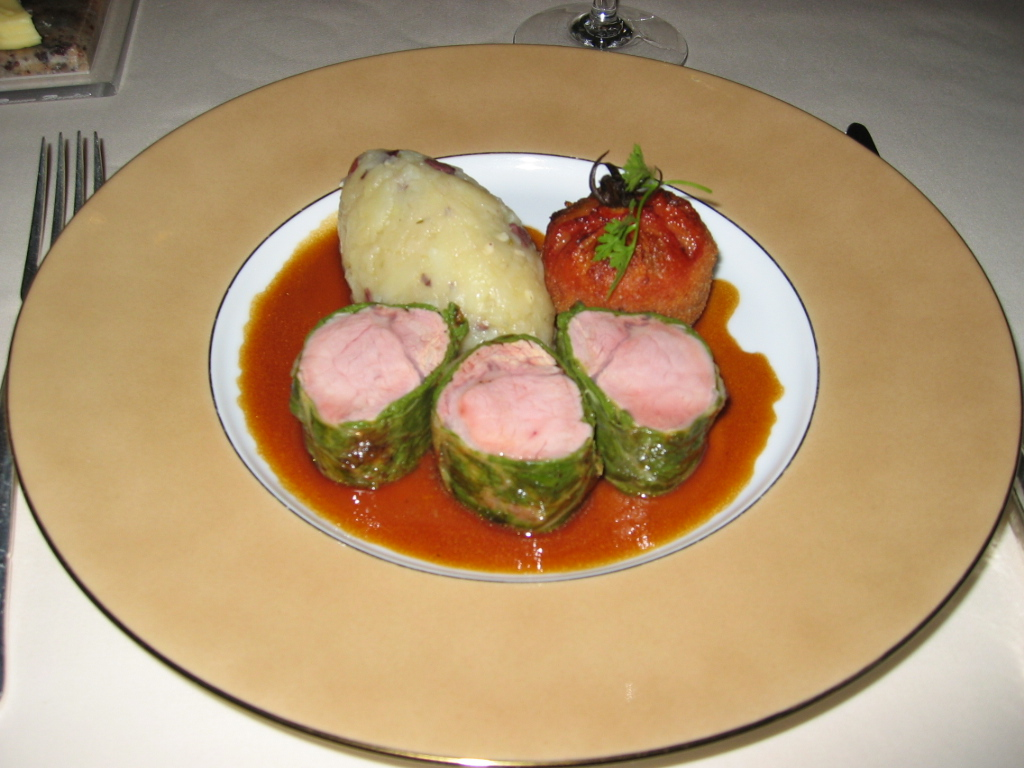
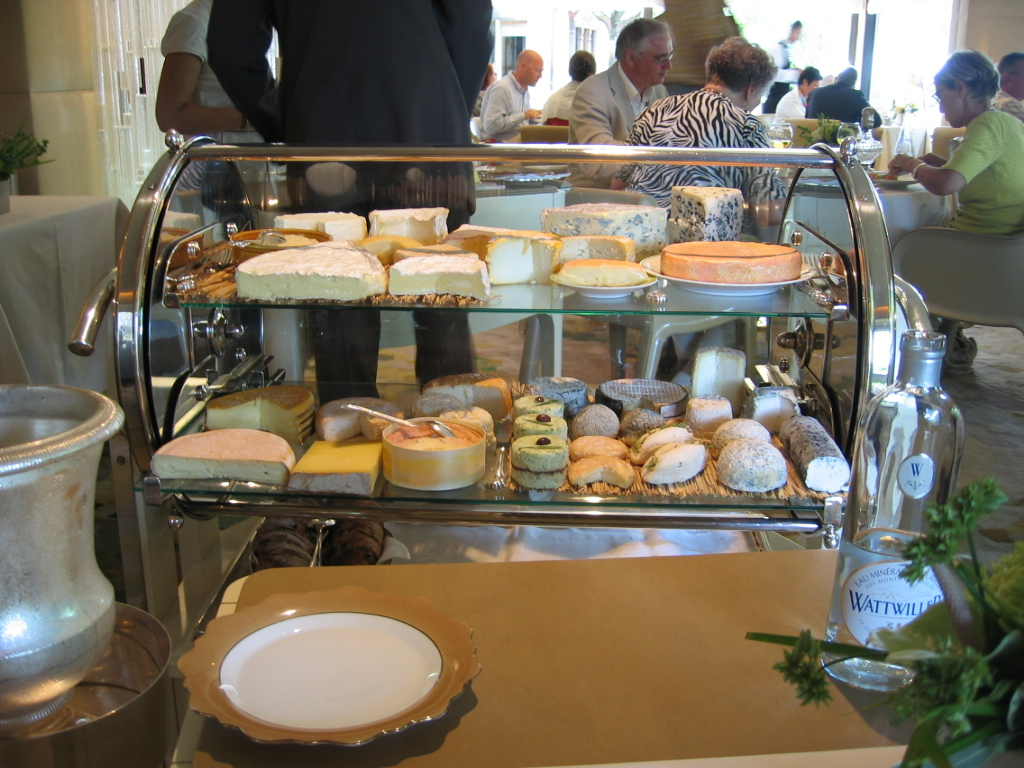
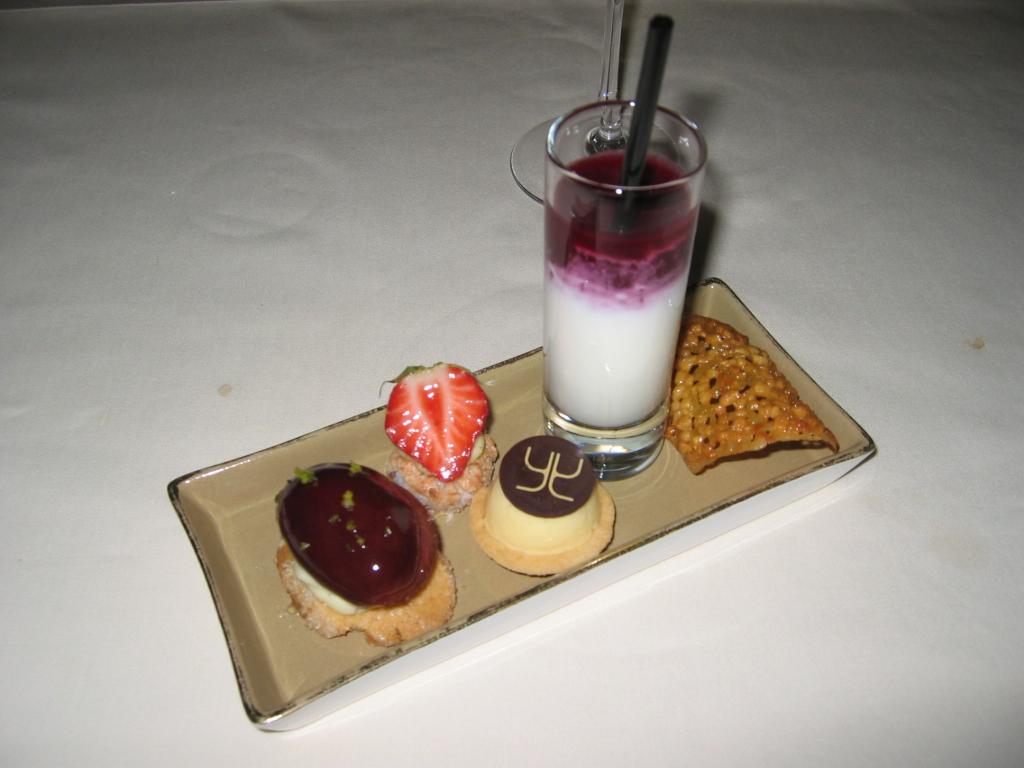
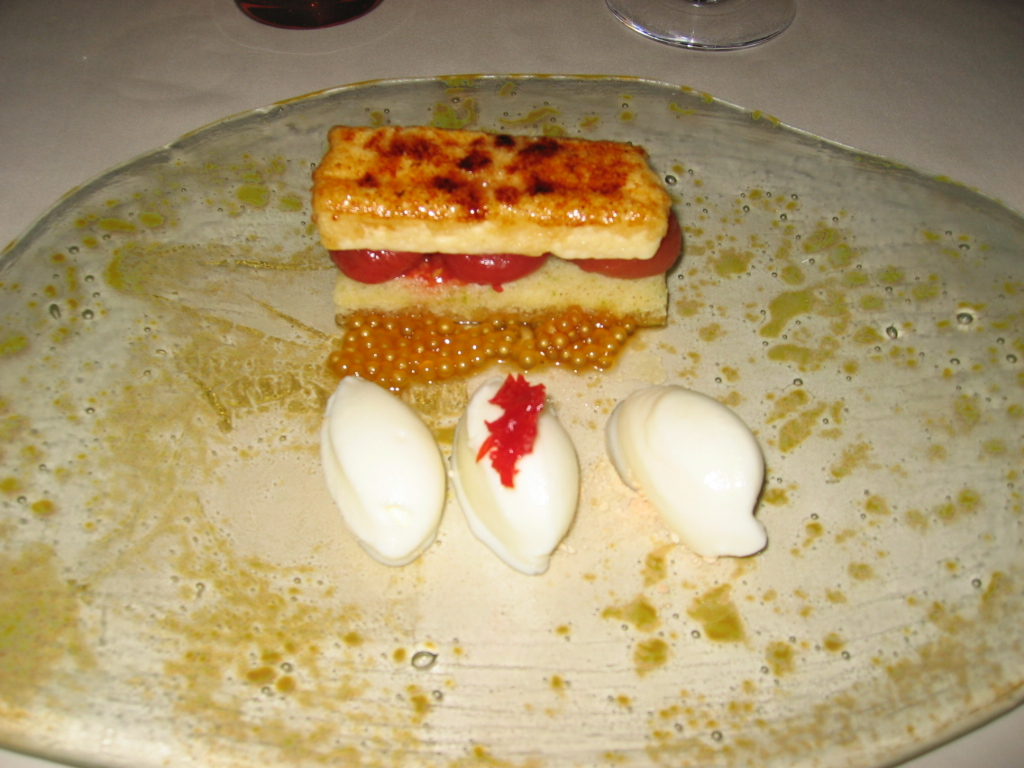

Danièle désire faire des études de théologie. Elle rencontre Marco Baumann qu'elle épouse et qui la convainc de faire, elle aussi, une école hôtelière. Ils ont un fils et une fille, Édouard et Salomé Haeberlin-Baumann.
En 1976, Marc Haeberlin rejoint son père Paul et son oncle Jean-Pierre. C'est la quatrième génération de Haeberlin aux fourneaux. 
En 1989, Serge Dubs, sommelier de l'auberge depuis 1972 est élu Meilleur Sommelier du Monde. 
En 1992, Marco Baumann dirige l’hôtel des Berges construit par la famille Haeberlin-Baumann pour la clientèle du restaurant.
En 2000, Marc est également consultant pour le prestigieux restaurant Lorenz Adlon de Berlin et pour l’hôtel Intercontinental de Tahiti (ex-Beach Comber) en Polynésie.
En 2004, Pascal Léonetti, sommelier de l'auberge est élu meilleur jeune sommelier de France puis meilleur sommelier de France en 2006.
En 2007 ouverture de l'Auberge de l'Ill de Nagoya au Japon, en partenariat avec Marc Haeberlin.
En 2013, Marc Haeberlin supervise la Brasserie des Haras à Strasbourg.
Marc Haeberlin élabore notamment des menus pour le croisiériste CroisiEurope et participe à des croisières thématiques.
En 2014, Marc Haeberlin participe et élabore une recette pour la 2e édition de la Soupe Étoilée.
En janvier 2019, l’Auberge de l’Ill se voit retirer sa troisième étoile, qu’elle possédait depuis 51 ans sans interruption.

## Récompenses
- De 1967 à 2018 : Trois étoiles au Guide Michelin.
- 2004 : Spitzenkoch des Jahres (Schlemmer Atlas)
- 2019 : Entrée de Marc Haeberlin dans l'académie des « Toques d'or » du Gault & Millau[4].

## Hommage
- À titre d'hommage mutuel, L'Auberge du Pont de Collonges de Paul Bocuse se situe quai d'Illhaeusern et l'Auberge de l'Ill de Marc et Paul Haeberlin se situe rue de Collonges-au-Mont-d'Or.

- En 1979, le chanteur Claude Nougaro rend hommage au talent des frères Paul et Jean-Pierre :

« Aquarelles, huiles de lin se marient dans l’éternité, ça, je le sais, je l’ai goûté chez les deux frères Haeberlin ».
- En 2007, Marc Haeberlin est nommé chevalier de la Légion d'honneur.

- En 2008, toujours très présent à l'auberge, Paul Haeberlin disparaît. De nombreux cuisiniers de renommée mondiale viennent lui rendre hommage lors de ses obsèques à Colmar.

## Publications
- 1982 : Les Recettes de l'Auberge de l'Ill - Paul et Jean Pierre Haeberlin
- 2000 : L'Alsace gourmande de Marc Haeberlin - Édition Albin Michel
- 2002 : Le long de l'Ill - Aquarelle de Jean-Pierre Haeberlin et Simone Morgenthaler - Édition Nuée Bleue
- 2004 : La Fourchette de l'ami Fritz - Par Marc Haeberlin, Jean Robert Pitte, Claude Thouvenot.
- 2004 : Je cuisine pour moi tout seul : ou… cuisine interne - Marc Haeberlin, Claude Deroussent et Phil Umbdenstock
- 2004 : Haeberlin - L'Alsace passionnément - Simone Morgenthaler - Éditions La Tavola - 60 recettes de Marc Haeberlin - 330 photos de Dave Brühllman - Primé Best Cookbook in Europe aux Gourmand World Cookbook Awards 2004 de Suède.